# Уикстид, Филипп
Филипп Уикстид (англ. Philip Wicksteed; 25 октября, 1844, Лидс — 18 марта, 1927, Беркшир, Великобритания) — британский экономист, литературный критик и теолог.

## Биография
Филипп родился 25 октября 1844 года в семье священнослужителя отца Чарльза Уикстида (1810—1885). Он посещал среднюю школу в Ритине в Северном Уэльсе, затем среднюю школу при Университетском колледже Лондона в Лондоне
.
Филипп получил классическое и богословское образование в 1861—1864 годах в Университетском колледже Лондона и в 1864—1867 годах в Манчестерском новом колледже при Оксфордском университете, где получил степень магистра с золотой медалью.
В 1867 году стал священником Унитарианской церкви, занимался исследованиями в области теологии. В литературоведении его интересовало творчество Данте и, в целом, средневековая литература.
Уикстид был священником унитарианской церкви сначала в Таунтоне, в Сомерсете в 1867—1869 годах, и затем в Дукинфилде, на востоке от Манчестера в 1870—1874 годах, и в Литтле Портлэнд Стрит Чепел, в Лондоне в 1874—1897 годах. В 1897 году оставил священническую должность и занимается писательским и преподавательским трудом. В 1887—1918 годах Уикстид был самым активным университетским лектором. Он вел занятия по Уордсворту, Данте, греческой трагедии, Аристотелю и Фоме Аквинскому, а также по экономической теории. Уикстид читал лекции по экономике в Лондонском университете.
В 1883 году основал Союз по земельной реформе, с целью поддержки которой в 1883—1885 годах он ездил с циклом лекций по Англии и Шотландии. Был членом Фабианского общества. В 1891 году стал членом-основателем движения «Трудовая Церковь», был членом Экономического клуба, из которого была образована Британская экономическая ассоциация, а затем реорганизована в Королевское экономическое общество.
Уикстид умер 18 марта 1927 года в Чилдрей, в Беркшире.

## Основной вклад в науку
Известны его работы по математическому обоснованию распределения и анализу существующей экономической системы.
Чарльз Кобб и Пол Дуглас в работе «Теория производства» 1928 года отмечают, что Уикстид впервые сформулировал функцию Кобба — Дугласа в своём «Сочинении на тему координация законов распределения» 1894 года.